# Ophiomyia colei
Ophiomyia colei este o specie de muște din genul Ophiomyia, familia Agromyzidae, descrisă de Spencer în anul 1965. Conform Catalogue of Life specia Ophiomyia colei nu are subspecii cunoscute.